# Antonio Despuig y Dameto
Antonio Despuig y Dameto, španski rimskokatoliški duhovnik, škof in kardinal, * 30. marec 1745, Palma de Mallorca, † 2. maj 1813, Lucca.

## Življenjepis
3. julija 1774 je prejel duhovniško posvečenje.
26. septembra 1791 je bil imenovan za škofa Orihuele in 29. septembra istega leta je prejel škofovsko posvečenje. Škofovsko ustoličenje je potekalo 30. marca 1792.
1. februarja 1794 je bil imenovan za nadškofa Valencije, 1. junija 1795 je bil potrjen in 30. junija istega leta je bil ustoličen.
Med 18. decembrom 1795 in 30. januarjem 1799 je bil nadškof Seville.
11. julija 1803 je bil povzdignjen v kardinala in imenovan za kardinal-duhovnika S. Callisto.